# إكسترا إي إيه-200
إكسترا إي إيه-200 (بالإنجليزية: Extra EA-200) هي طائرة بهلوانية واستعراضات جوية، أحادية السطح ومنخفضة الجناح وبمحرك واحد. أنتجت في ألمانيا. من صناعة إكسترا للطائرات. كان أول طيران لها في 2 أبريل 1996. ومازالت في الخدمة حتى الآن. وسعر الطائرة الواحدة منها هو 225,000 دولار.